# باکتری آهنی (فیلم)
باکتری آهنی(به انگلیسی: Iron Invader) نام یک فیلم تلویزیونی محصول ۲۰۱۱ آمریکا است که کاوان اسمیت نقش اول آن را ایفا کرده است.

## خلاصه داستان
جیک و ایتن همتن، دو برادر در زمین همسایه‌شان قطعات یک ماهواره سقوط کرده بر روی زمین را می‌یابند. این در حالی است که قبل از این باکتریهای فضایی ویژه‌ای که از ماهواره به بدن مرد صاحب زمین سرایت کرده‌اند او رابه قتل رسانده‌اند. از سوی دیگر ارل که یک قبرستان ماشین دارد با قطعات آهنی دور ریخته شده یک نوع آدم آهنی بزرگ ساخته است. باکتری یکی از قطعات ماهواره به درون آدم آهنی سرایت می‌کند و موجب می‌شود که تبدیل به یک هیولای آهنی مشتاق برای قتل انسانها شود.

## پخش در ایران
این مجموعه در ایران شبکه نمایش با نام باکتری‌های فضایی دوبله و پخش شده است

## بازیگران
- کاوان اسمیت بازیگر سریال ۴۴۰۰ در نقش جیک
- نیکل دی بور در نقش آماندا
- جسی موس در نقش مکس